# Freie Menstruation

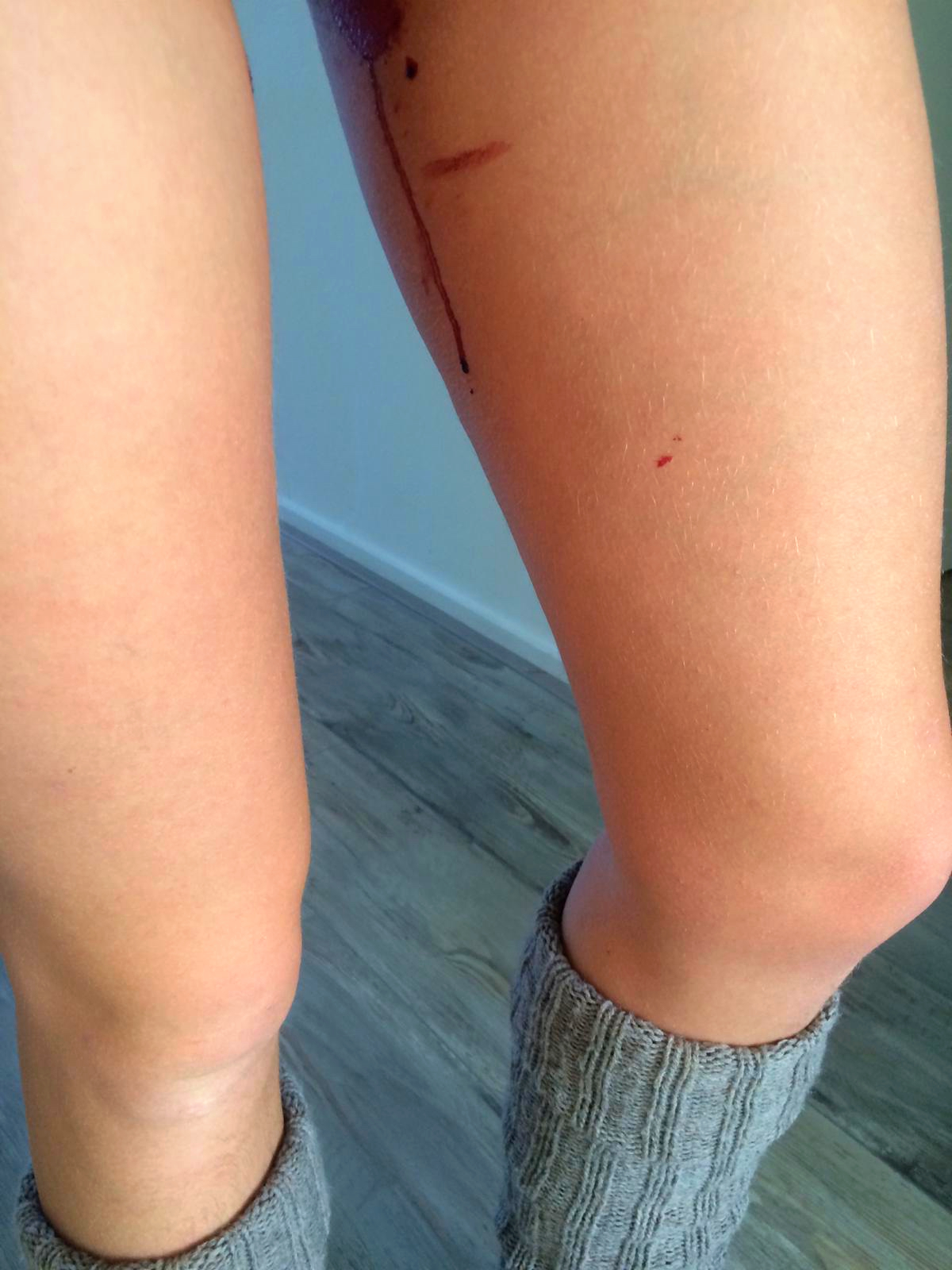
Praktizierte Freie Menstruation

Freie Menstruation, auch Free Bleeding, beschreibt eine Praxis, bei der bewusst auf die Verwendung von Menstruationshygieneprodukten wie Tampons, Binden oder Menstruationstassen während der Menstruation verzichtet wird und das Menstruationsblut stattdessen ohne Hilfsmittel abfließt.

## Geschichte
Im 19. Jahrhundert war es in Deutschland nicht üblich, Unterwäsche zu tragen, wodurch viele Frauen das Menstruationsblut einfach ungehindert abfließen ließen. Eine veränderte Einstellung zur Hygiene und Sauberkeit sowie die Wandlung des Frauenbilds führten dazu, dass die Nutzung von Menstruationshygiene eingeführt wurde.
Die Ergebnisse einer repräsentativen Studie aus dem Jahr 2019 zeigen, dass in Deutschland knapp 80 % der Frauen Tampons verwenden, zwei Drittel auf Binden zurückgreifen und etwa 13 % die Menstruationstasse nutzen. Die Entscheidung für bestimmte Menstruationshygieneprodukte wird von verschiedenen Faktoren beeinflusst, darunter kulturelle Normen, Einfluss von Eltern, persönliche Vorlieben, wirtschaftlicher Status und sozioökonomischer Druck. Eine alternative Herangehensweise ist die Free Bleeding-Bewegung, die darauf abzielt, den Menstruationsfluss bewusst durch gezielte Anspannung der Beckenbodenmuskulatur ohne Verwendung von Menstruationshygieneprodukten zu kontrollieren.

## Konzept
Freie Menstruation bezeichnet die Praxis, während der Menstruation bewusst auf Menstruationshygieneprodukte zu verzichten und das Menstruationsblut stattdessen frei abfließen zu lassen. Free Bleeding ist eine Bewegung, die sich für den Verzicht auf Menstruationsprodukte einsetzt. Befürworter dieser Bewegung glauben, dass die Verwendung von Tampons, Binden oder Menstruationstassen nicht nur teuer ist, sondern auch die Umwelt belastet und ein stigmatisierendes Tabu rund um die Menstruation aufrechterhält. Stattdessen praktizieren sie freie Menstruation, indem sie das Blut während ihrer Periode bewusst und gezielt abfließen lassen, ohne spezielle Produkte zu verwenden.
Die Freie Menstruation basiert darauf, dass das Menstruationsblut nicht kontinuierlich aus dem Körper sickert, sondern in Intervallen in Form von Schwallen austritt. Durch gezielte Anspannung der Beckenbodenmuskulatur kann das Blut aufgehalten werden und somit ohne Verwendung von Menstruationshygieneprodukten kontrolliert ablaufen.
Im Jahr 2015 lief die Musikerin Kiran Gandhi den London-Marathon und verzichtete absichtlich auf Binden und Tampons. Während des Marathons färbte sich ihre Laufhose rot. Die Verbreitung des Fotos mit einem sichtbaren Blutfleck zwischen ihren Beinen hat weltweite Aufmerksamkeit erregt. Die Plattform Instagram entfernte im gleichen Jahr ein Foto der Schriftstellerin Rupi Kaur, nachdem sie ein Bild von einer schlafenden Frau gepostet hatte, bei der ein Blutfleck im Schritt und auf dem Laken sichtbar war. Kaur postete das Foto erneut, um so  gesellschaftliche Normen zu kritisieren.